# Yakutoglaphyrites
Yakutoglaphyrites – rodzaj głowonogów z wymarłej podgromady amonitów, z rzędu Goniatitida.
Żył w okresie karbonu (baszkir - gżel).